# Anton Korošec
Anton Korošec (ur. 12 maja 1872 w Biserjanem, zm. 14 grudnia 1940 w Belgradzie) – ksiądz katolicki, konserwatywny polityk słoweński, wielokrotny minister w rządach Królestwa Serbów, Chorwatów i Słoweńców oraz Jugosławii, premier w latach 1928–1929.

## Życiorys
Anton Korošec był księdzem katolickim, uzyskał doktorat z teologii na uniwersytecie w Grazu. Był też współorganizatorem, a następnie przywódcą Słoweńskiej Partii Ludowej. Od 1906 r. jako jej przedstawiciel był posłem do austriackiej Rady Państwa. W 1914 stanął tam na czele słoweńsko-chorwackiego klubu parlamentarnego. W maju 1917 stanął na czele Klubu Jugosłowiańskiego i ogłosił  deklarację nawołującą do trialistycznej reformy Austro-Węgier: zgodnie z jego koncepcją trzecim członem monarchii miało się stać państwo Słowian południowych. Został przewodniczącym powołanej 6 października 1918 r. w obliczu rozpadu Austro-Węgier Rady Narodowej Słoweńców, Chorwatów i Serbów i 28 października ogłosił niepodległość ziem Słowian południowych. 9 listopada 1918 r. wraz z Nikolą Pašiciem podpisał deklarację, w której Rada została uznana za równorzędnego partnera rządu Serbii w negocjacjach dotyczących zjednoczenia Jugosławii.
Został wicepremierem w pierwszym rządzie Królestwa Serbów, Chorwatów i Słoweńców, powołanym po zjednoczeniu i pozostał na tym stanowisku do 1921. Ponownie został wicepremierem i ministrem spraw wewnętrznych w 1924. Po zamachu na Stjepana Radicia w czerwcu 1928 zbliżył się do króla i został premierem nowego rządu oraz ponownie ministrem spraw wewnętrznych. W 1929, po wprowadzeniu dyktatury królewskiej, został ministrem. Później jednak porzucił stronnictwo królewskie, w 1932 ogłosił deklarację nawołującą do demokratyzacji państwa i zapewnienia autonomii Słowenii, w efekcie czego, a w latach 1933–1934 został internowany. W 1935, po zmianach u władzy, na powrót zbliżył się do rządu i został mianowany ministrem spraw wewnętrznych, pozostał na tym stanowisku do 1938. W 1939 został przewodniczącym senatu, a w 1940 ministrem edukacji.

## Tytuły
W 1938 roku został uhonorowany tytułem honorowego obywatela Lublany.